# 최형우 (정치인)
최형우(崔炯宇, 1935년 10월 15일~)는 대한민국의 정치인이다. 제8·9·10·13·14·15대 국회의원을 지냈다.
최형우는 1935년 10월 15일에 울산에서 태어났다. 1954년 부산공고를 졸업하고 동국대 정치학과에 입학하여 1958년에 졸업하였다. 제8대 총선에서 야당인 신민당 소속으로 당선되었고 이어 9·10대 국회의원을 지냈다. 정치적으로 김영삼의 계보에서 활동하였기 때문에 김동영과 함께 대표적인 상도동계 정치인으로 꼽히며 '좌동영 우형우'로 불렸다.
1980년 신군부에 의하여 의원직을 상실하고 군 보안사령부에 여러 차례 끌려가 모진 고문을 당하였다. 이후 신군부의 정치규제에 묶여 출마하지 못하였으나, 1981년 김영삼이 설립한 민주산악회에 가입하여 활동하였고, 1985년에 김영삼과 김대중이 연합하여 만든 민주화추진협의회의 간사장을 맡아 민주화 운동에 투신하였다. 1987년 6.10 민주항쟁이 벌어지고 민주화가 진척되어 정치규제에서 풀려나자 1988년 제13대 총선에 출마하여 통일민주당 소속으로 동래구 을에 당선되었고 통일민주당의 원내총무를 맡았다.
1990년 3당합당 이후 민주자유당에 합류하여 이후 1992년에 제14대 총선에서 5선에 성공하게 된다. 1993년 문민정부 출범과 함께 민자당 사무총장을 맡아 "변화와 개혁"을 주창하면서 민자당 의원들의 재산공개를 주도하였으나 차남인 최제완씨의 경원대학교 부정입학 의혹으로 사퇴하였다. 이 후 한동안 은둔생활을 하다가 같은 해 12월 내무부 장관으로 복귀하여 동일한 생활권에 속하는 시·군을 도농통합시로 통합하는 행정구역 개편을 실행하였으나 1994년 10월 부천세무서 탈세사건을 처리하지 못하였다는 책임으로 같은 해 12월 1년만에 자진사퇴하였다.
1996년 제15대 총선에 출마하여 연제구에서 당선되었고 신한국당의 상임고문으로 위촉되었다. 이후 유력한 차기 대통령 후보로 거론되었으나, 1997년 3월 11일에 갑작스럽게 뇌졸중으로 쓰러진 이후에는 정계를 은퇴하다시피 하였으며 이후 2000년 5월 29일을 기하여 정계에서 완전히 물러났다.

## 학력
- 1951년 부산공립원예중학교 졸업
- 1954년 부산공업고등학교 졸업
- 1958년 동국대학교 정치학 학사

### 명예 박사 학위
- 1993년 동국대학교 명예정치학 박사

## 가족
3남 중 차남이다.
- 배우자: 원영일
- 자녀: 2남

## 역대 선거 결과
|  | 47.80% |

|  | 37.27% |

|  | 30.88% |

|  | 22.61% |

|  | 59.25% |

|  | 55.04% |

|  | 60.76% |

## 소속 정당
| 소속 정당 | 소속 정당  | 소속 기간 | 비고           |
| --------- | ---------- | --------- | -------------- |
|           | 민주당     | 1959~1960 | 정계 입문      |
|           | 무소속     | 1960      | 탈당           |
|           | 신민당     | 1960~1961 | 창당           |
|           | 무소속     | 1961~1963 | 정당 해산      |
|           | 민정당     | 1963~1965 | 창당           |
|           | 민중당     | 1965~1967 | 합당           |
|           | 신민당     | 1967~1969 | 합당           |
|           | 무소속     | 1969      | 자진 정당 해산 |
|           | 신민당     | 1969~1980 | 정당 재등록    |
|           | 무소속     | 1980~1985 | 정당 해산      |
|           | 신한민주당 | 1985~1987 | 창당           |
|           | 무소속     | 1987      | 탈당           |
|           | 통일민주당 | 1987~1990 | 창당           |
|           | 민주자유당 | 1990~1995 | 합당           |
|           | 신한국당   | 1995~1997 | 당명 변경      |
|           | 한나라당   | 1997~2004 | 합당 정계 은퇴 |
|           | 무소속     | 2004~현재 | 탈당           |

## 같이 보기
- 울산시·울주군 (1963년 선거구)
- 울산시·울주군·동래군
- 울산시·울주군 (1978년 선거구)
- 동래구 을 (1988년 선거구)
- 연제구 (선거구)
- 울산시의 국회의원
- 울주군의 국회의원
- 동래군의 국회의원
- 부산 동래구의 국회의원
- 부산 연제구의 국회의원
- 대한민국의 특임장관
- 대한민국의 행정안전부 장관